# Vasas Jégcentrum
A Vasas Jégcentrum (egyéb nevein: Jégpalota, Budapesti Icecenter, Káposztásmegyeri Jégcsarnok, AstraZeneca Jégcsarnok) egy 2003-ban megnyitott jégcsarnok Budapest IV. kerületében, Káposztásmegyeren. A csarnok egy 1500 fős lelátóval rendelkező centerpályából és egy mérkőzésrendezésre is alkalmas edzőpályából áll. A létesítmény a Vasas HC jégkorongcsapatának otthona.

## Története
A jégcsarnokot 2001-ben kezdték el tervezni és 2003-ra épült meg a Finta Stúdió tervei alapján. A stadion a Vasas HC jégkorongcsapatának otthona, ezenkívül számos jégkorong-válogatott mérkőzésnek, valamint nemzetközi tornának adott otthont. Közülük kiemelkedik a 2019-es női IIHF divízió I-es jégkorong-világbajnokság rendezése, amely tornán Magyarország az első helyen végzett, ezzel története során először harcolta ki, hogy a következő évben már a legfelső szinten, a főcsoportban szerepelhessen.

## Megközelítése
- Tömegközlekedéssel – a 14-es villamossal, vagy a 30-as, 122E, 126-os, 126A, 296-os és 914-es autóbuszjárattal.[4]

## Sportesemények helyszíneként
2009
- április 6 és 7: Magyarország-Norvégia jégkorong-válogatott mérkőzések[5]

2010
- február 11: Magyarország-Románia jégkorong-válogatott mérkőzés
- április 9: Ausztria-Norvégia jégkorong-válogatott mérkőzés

2011
- április 8: Magyarország-Szlovénia jégkorong-válogatott mérkőzés
- április 12: Magyarország-Ukrajna jégkorong-válogatott mérkőzés

2013
- április 9: Magyarország-Japán jégkorong-válogatott mérkőzés
- november 8-10: Négy nemzet torna (Magyarország, Lengyelország, Románia és Ukrajna részvételével)

2014
- november 7-9: Négy nemzet torna (Magyarország, Dél-Korea, Lengyelország és Olaszország részvételével)

2019
- április 7-13: Női IIHF divízió I-es jégkorong-világbajnokság
- december 10-14: Hat nemzet torna (Magyarország, Dél-Korea, Fehéroroszország, Franciaország, Japán és Ukrajna részvételével)

2021
- április 15-17: Három nemzet torna (Magyarország, Ausztria és Fehéroroszország részvételével)

2024
- január 27−28: magyar jégkorongkupa döntő

## Külső hivatkozások
- Honlap Archiválva 2021. április 17-i dátummal a Wayback Machine-ben